# 范摅
范攄（?—?），字不詳，自號五雲溪人。吳（今江蘇蘇州）人。

## 生平
约為唐僖宗年間人。隱居越州若耶溪。若耶又稱五雲，故以為號。李咸用撰有《悼范摅处士》。著有《雲溪友議》三卷。